# جايسون كرامب
جايسون كرامب (بالإنجليزية: Jason Crump)‏ هو متسابق دراجات نارية أسترالي، ولد في 6 أغسطس 1975 في برستل في المملكة المتحدة.